# Rudolph Green
Rudolph Edward George Green (* 11. November 1926 in Kingston; † 2016) war ein jamaikanischer Generalmajor und ehemaliger Chef des Stabes der Jamaica Defence Force (JDF).

## Leben
Rudolph Green wurde als Sohn des Hafenarbeiters George Albert Green, Stevedore und Elma Louise Williams-Green geboren. Er besuchte in Kingston die Central Branch Elementary School und wechselte dann auf die Kingston Technical High School (KTHS).
1946 begann er die Arbeit im öffentlichen Dienst als Mitglied des Stabes des jamaikanischen Gesundheitsamtes. Später arbeitete er im Landwirtschafts- und Fischereiministerium (Ministry of Agriculture and Fisheries – MOA) und bei der Buchhalterfirma Carman & Bruce.
1952 trat er in das britische West India Regiment (WIR) ein. Die Offizierausbildung absolvierte er am Staff College Camberley. Am 5. Mai 1952 wurde er zum Second Lieutenant und einen Monat später zum Lieutenant befördert. Am 5. September 1955 wurde er auf eine Captain-Stelle versetzt und am 5. Mai 1958 dann endgültig zum Captain befördert. 1959 absolvierte er die Ausbildung an der School of Infantry in Warminster, Wiltshire. Im gleichen Jahr trat er der Freimaurerloge Moore Keys Lodge in Kingston bei.
Mit der Unabhängigkeit des Landes wurde er 1962 in die neu aufgestellte Jamaica Defence Force übernommen und zum Major befördert. 1965 war er stellvertretender Kommandeur des  1. Bataillon des Jamaica Regiments (1JR). Von 1966 bis 1972 kommandierte er im Dienstgrad Lieutenant Colonel das Bataillon und war von Juni bis Dezember 1973 erster Kommandeur des neu aufgestellten Support and Services Battalion (Sp and Svcs Bn). 1973 wurde er zum militärischen Oberbefehlshaber der jamaikanischen Streitkräfte ernannt und zum Brigadier befördert. 1977 wurde er als erster in dieser Verwendung zum Major General ernannt. In seine Amtszeit fiel die Ausrufung des Ausnahmezustands 1976 und das Massaker auf dem Übungsplatz Green Bay bei Port Henderson am 5. Januar 1978, bei dem fünf Anhänger der Jamaica Labour Party ums Leben kamen. 1979 erfolgte die Zurruhesetzung.
Nach seiner Pensionierung wurde Green Verwaltungsdirektor der Petroleum Corporation of Jamaica (PJC). Von 1978 bis 1988 war er stellvertretender Großmeister der Großloge Jamaika und Cayman Islands. Seit 1988 war er Präsident des District Board of General Purposes im Rang eines Provincial Deputy Grand Sword Bearer (PDepGSwdB). Außer in der Johannisloge und beim Royal Arch hielt er auch höhere Ämter in anderen Freimaurerorden. Er war Präsident der Jamaica Rugby Association und der Jamaica Squash Racquet Association, Ehrenvizepräsident der Jamaica Legion und der Jamaica Scouts Association, und war Mitglied mehrerer Sport- und Hilfsorganisationen.
Green war seit dem 30. März 1964 mit Margaret Olivia Hudson-Phillips verheiratet. Aus der Ehe gingen ein Sohn und zwei Töchter hervor. Er starb 2016 im Alter von 90 Jahren.

## Ehrungen
- Officer des Order of Distinction (OD)
- Commander des Order of Distinction (CD)
- 1959–1961: Aide-de-camp von Patrick Buchan-Hepburn, 1. Baron Hailes
- 1962: Equerry von Margaret, Countess of Snowdon
- 1962–1963: Aide-de-camp von Clifford Campbell
- Officer des Order of Saint John (OStJ)
- 2002: Order of Service to Masonry